# AKINA (1985年生の歌手)
AKINA（アキナ、本名：大木 明那（おおき あきな）、旧姓：宮里（みやざと）、1985年〈昭和60年〉6月19日 - ）は、日本のタレント、女優、振付師、元アイドル歌手。Folder及び、Folder5の元メンバーである。夫はビビる大木。沖縄県出身。Gオフィス所属。

## 来歴
小学校時代は、沖縄アクターズスクールのメンバーで結成したグループのFolder、後に女性のみで再構成したFolder5のセンターとしてアイドル的な人気を博した。しかし、セールス上で伸び悩み、Folder5が事実上の活動休止状態となった2002年後半からはソロで音楽活動を行い、テレビドラマ・ラジオ番組・バラエティ番組などにも顔を出している。2008年には水着グラビアにも進出。近年は舞台女優としての活動が多くなっていたが、2011年3月3日、渋谷CLUB CRAWLにて、ソロ転向後初めての単独ライブを行った。
デビューからヴィジョンファクトリーに所属していたが（レーベルはSONIC GROOVE）、2008年にK-pointと業務提携を締結した。2010年にヴィジョンファクトリーからK-pointへ移籍した。
2012年には、3ピースバンド「Shiny Lips」のギターボーカルとして約8年ぶりに音楽活動を再開。
2015年よりGオフィスに所属。1月11日、iDOL Streetの新プロジェクト『Girls Street 2020』の中でクリエイターの一員として振付けを担当することを発表した。なお、振付師としてはこれが自身初の仕事となる。
デビュー20周年となる2017年の12月に、久々の本格的な歌手活動となるミニアルバム『Flash』を花とポップスよりリリース。
私生活では、天野ひろゆき主催の食事会「天野会」でビビる大木の後ろ姿に惚れた。その事で平愛梨と天野に相談し、帰宅時に車内で天野が大木に「お前アキナの事どう思ってるんだ？」などと言い、仲を取り持ってもらった事が動画対談で公開されている。2011年秋より交際を開始していたことが、2012年7月に報じられていた。
のちに旅行先のニューヨークの図書館にてAKINAからプロポーズし、2013年4月30日に結婚した。
2013年5月14日、同年4月30日に結婚したことが報じられ、同日放送の『PON!』内にて大木が生報告した。同年11月23日に故郷の沖縄にて挙式した。
2015年4月5日に第1子懐妊をブログで報告し、8月27日に女児を帝王切開にて出産した。
2024年11月10日、第2子となる女児を帝王切開で出産したことを自身のブログで報告した。

## エピソード
- 本名の「明那」は、中森明菜にちなんだものである。
- アクターズスクール主催の「安室奈美恵を目指せ！NEW・SUPER MONKEY'Sオーディション」に参加した事がきっかけで沖縄アクターズスクールに入校した。
- 「月刊 満島ひかり」のインタビューで満島は「アクターズスクールで一番仲良かったのはAKINAですね。とても、ひょうきん者で演歌好きな女の子だった」「自分の個性、ここは譲れないというのが一番あった子で、話が合いました」と語っている。なお、第83回キネマ旬報賞にて満島は助演女優賞受賞、AKINAは新人女優賞にノミネートされており、AKINAが受賞していれば、授賞式でFolder5の活動休止後、初めてメンバーが共演する可能性があった。

## ディスコグラフィ

### CDシングル
AKINA名義
1. Touch me （2002年11月7日）オリコン19位
  1. Touch me[3:56]
作詞：AKINA／作曲・編曲：Marco Marinangeli and Marlon L.McClain
  2. Any time[4:43]
作詞・作曲：AKINA
  3. Touch me (Instrumental)[3:56]
  4. Any time (Instrumental)[4:38]

2. One wish （2003年7月9日）オリコン26位
  1. One wish[4:26]
作詞・作曲：AKINA／編曲：長田直之
TBS系「王様のブランチ」6・7月度エンディングテーマ
  2. Without you[3:50]
作詞・作曲：AKINA／編曲：鈴木“Daichi”秀行
  3. One wish (instrumental)[4:25]
  4. Without you (instrumental)[3:49]

3. BEST OF LOVE （2004年5月12日）オリコン44位
  1. BEST OF LOVE[2:40]
訳詞：Natsumi Watanabe／作詞：Stefan Bo Andersson／作曲：Peter Kent・Johan Thelenius／編曲：garamonngaramonn
  2. ジェット・ガール[3:49]
作詞・作曲・編曲：：Miki Watanabe
  3. BEST OF LOVE (Instrumental)[2:41]
  4. ジェット・ガール (Instrumental)[3:48]

ShinyLips名義
1. 全部あげるから[4:08] （2012年8月1日）
作詞・作曲：AKINA／編曲：ShinyLips

### デジタルシングル
AKINA名義
1. vibra/hitoiro（2020年11月17日）
2. OUR TIME（2021年3月7日）
3. Rise & Shine（2022年4月15日）

### ミニアルバム
AKINA名義
1. Flash（2017年12月20日、花とポップス）
  1. Start again
  2. Planet
  3. human after all
  4. 246
  5. go on
  6. City Of Stars

### アルバム
ShinyLips名義
1. 全部あげるから（2012年8月7日、SPACE SHOWER MUSIC）
  1. 全部あげるから
  2. 寂寥
  3. SORA
  4. Rainbow
  5. マーライオンと月
  6. アイタイ

### 参加作品
1. SANTA CLAUS LIVES IN TOKYO （2007年11月21日、Vision Factory V.A.『CHRISTMAS HARMONY』に収録）
2. 絹の靴下 （2008年12月3日、V.A.『VISION FACTORY COMPILATION 〜阿久悠、作家生活40周年記念〜』に収録）

## 作品

### 写真集
1. AKINA （2001年8月25日） ISBN 978-4-8470-2674-4
2. AKINA STYLE （2002年8月24日） ISBN 978-4-8470-2728-4
3. AKINA TRIP （2005年2月27日） ISBN 978-4-8470-2847-2
4. reBirth （2008年9月11日） ISBN 978-4-05-403832-5

### DVD
1. Trip Hop （2008年9月26日）
2. Love Mission （2009年2月20日）オリコン239位
3. Love Mission2 （2010年7月23日）

### その他
- トレーディングカード （2008年12月27日）

## 出演

### 映画
- 南の島のフリムン（2009年8月公開、監督：照屋年之、沖縄国際映画祭2009出品予定） - りみ 役
- 走り屋ZEROII -ストリート伝説-（2009年6月公開、監督：広瀬陽） - くるみ 役
- メンゲキ!（2012年1月公開、メディア4） - 木村美世 役
- ハルサーエイカー THE MOVIE エイカーズ（2015年1月公開） - 田畑ハル 役

### テレビドラマ
- Stand Up!!（全11話、2003年7月4日 - 9月12日、TBS） - コギャル・桜井真紀子 役
- TRICK 新作スペシャル1（2005年11月13日、テレビ朝日） - 暗黒少女・岸田敦子 役
- 新・警視庁捜査一課9係 season2 第4話「死者からのメール」（2010年7月14日、テレビ朝日）- 池脇花穂 役
- オバー自慢の爆弾鍋（2012年4月6日 - 、沖縄テレビ放送） - 思戸（オミト） 役
- ハルサーエイカー2（2012年10月6日 -12月29日、沖縄テレビ放送） - 田畑ハル 役

### ウェブドラマ
- くろもの（2007年9月18日、VISION CAST 携帯ドラマ） - 主役：ミホ

### テレビアニメ
- ジュエルペット（2009年4月5日 -3月28日、テレビ大阪） - 朝岡みなみ 役

### 舞台
- 中野ブロンディーズ（2008年12月20日 - 25日、新国立劇場小劇場公演） - 主演・瑞希 役
- Love Musical（2009年9月1日 - 13日、全18公演、赤坂レッドシアター）- ヒロイン・葵 役
- スペースシャトルショー第2回公演「BUTLER × BATTLER 〜執事王選手権〜」（2010年1月21日 - 24日、シアターサンモール）- ヒロイン・ミヤビ 役
- AND ENDLESS spring edition 2010「PANDORA'S BY ME 〜NEW WORLD〜」（2010年5月19日 - 30日、東京芸術劇場小ホール1）- ヒロイン・ニケ 役
- NEWRAGTIME S&D session1「NEW WORLD／ESORA]（2011年6月8日 - 12日、俳優座劇場）
- 源氏物語×大黒摩季songs〜ボクは、十二単に恋をする〜（2012年5月11日 - 20日、天王洲 銀河劇場） - 葵の上 役
- +GOLD FISH（2013年2月7日 - 16日、東京芸術劇場）

### テレビ番組
2002年
- - 9月8日 GIRL POP FACTORY02（フジテレビ721）
  - 10月6日 〃（フジテレビ）
  - 11月5日 MUSIX!（テレビ東京）
  - 11月7日 AX MUSIC-TV 01（日本テレビ）、うたばん（TBS）、Channel a（テレビ神奈川）
  - 11月10日 BEAT MOTION（NHK-BS2）
  - 11月18日 HEY!HEY!HEY! MUSIC CHAMP（フジテレビ）
  - 11月23日 ポップジャム（NHK）
  - 12月14日 めちゃ2イケてるッ!（フジテレビ） - 「フジテレビ警察」のコーナーできくち伸プロデューサーからストーカー被害に遭う役柄。
- 2003年
  - 1月1日 第40回新春かくし芸大会（フジテレビ） - 扇子オブ・ファンタジアを披露。
  - 1月9日 Channel a
  - 1月11日 BSジュニアのど自慢（NHK-BS2）
  - 7月5日 viewsic（CS731）
  - 7月8日 おはスタ（テレビ東京）
  - 7月9日 SHIBUYA-AX（日本テレビ）
  - 7月10日 Channel a
  - 8月10日 ピチ☆レモネード（CS731）
  - 8月29日 GIRL POP FACTORY03（CS721）
  - 9月21日 〃（フジテレビ・BSフジ）
- 2004年
  - 5月14日 ポップジャム
  - 5月17日 HEY!HEY!HEY! MUSIC CHAMP
  - 5月20日 SHIBUYA-AX
  - 6月27日 BEAT MOTION
  - 9月11日 GIRL POP FACTORY04（CS721）
- 2005年
  - 4月5日 お昼ですよ!ふれあいホール（NHK） - アシスタント。Mr.マリックの手品に私物の携帯電話を貸すが失敗し床に叩き付けられる。
- 2008年
  - 4月15日 踊る!さんま御殿!!（日本テレビ） - Nana（MAX）の後輩として参加。参考
  - 9月9日 ラジかるッ（日本テレビ） - オレ様のブランチ。
  - 9月29日 クイズ!紳助くん（ABC）
  - 10月13日 AKIBAッテキ!!!（エンタ!371） - ディアステージDEMPAから公開生放送。
  - 10月29日 地球調査船アメディゾン（テレビ東京）
  - 10月31日 浜ちゃんが!（読売テレビ）
  - 11月1日 南パラZ!（関西テレビ）
  - 11月3日 ガレッジ×ビレッジ（テレビ東京）
  - 11月16日 お笑いワイドショー マルコポロリ!（関西テレビ）
  - 11月17日 全力坂 NO.482 一の坂（テレビ朝日）
  - 11月26日 〃 NO.486 四の坂
  - 12月2日 最終警告!たけしの本当は怖い家庭の医学（テレビ朝日）
  - 12月5日 ロンブーの怪傑!トリックスター（テレビ東京）
  - 12月13日 業界技術狩人 ギョーテック（テレビ朝日）
  - 12月29日 ラッキーナンバーSHOW（テレビ朝日）
- 2009年
  - 1月25日 ドライブ A GO!GO!（テレビ東京）
  - 2月15日 近未来×予測テレビ ジキル&ハイド（ABC）
  - 2月23日 カルチャーSHOwQ〜21世紀テレビ検定〜（テレビ神奈川）
  - 4月7日 〜 プレミアの巣窟(フジテレビ) - レギュラー
  - 4月5日 〜 おはスタレギュラー
  - 11月2日 THE 1億分の8（TBS）
  - 11月9日 THE 1億分の8（TBS）
  - 11月9日 クイズ!紳助くん（ABC）
- 2010年
  - 3月3日 ザ!世界仰天ニュース（日本テレビ）

### ウェブ番組
- 2004年
  - 4月30日 ハイパーオンライン GIRLS ON THE WEB FILE No.104 - 参考
- 2007年
  - 4月14日 VISION MOVIE Vol.6 - MC担当。
- 2008年
  - 2月13日 滝裕可里オフィシャルブログ りかゆきた〜これも私。〜 - ダンスレッスン
  - 7月18日 ORICON STYLE - 参考
  - 8月8日 image.tv グラビアNet
  - 8月25日 フロム・エー ナビ アイドル制服ファイル - 参考
  - 9月11日 MSN産経ニュース - 参考
  - 9月12日 ダブルブッキングのチョメらナイト3
  - 09.??VISION MOVIE AKINAグラビアに挑戦
  - 9月15日 SANSPO.COM - 参考
  - 9月16日 ZAKZAK - 参考
  - 9月17日 ASCII.jp アキバ（裏） - 参考
  - 9月19日 おしゃべりやってまーす 金曜日
  - 10月3日 e+MOVIE - 参考
  - 10月12日 スポーツ報知
  - 10月14日 マイナビバイト あなたを応援したい! - 参考
  - 10月15日 VISION MOVIE VISION HEADLINEVol.29
  - 10.??VISION MOVIE 初めてのDVDついに発売 AKINA 1stDVD発売イベント
  - 10月31日 e+MOVIE - 参考
  - 12月8日 SANSPO.COM - 参考
  - 12月20日 VISION MOVIE GO! BLONDYS!!
  - 12月21日 Yahoo!ニュース
- 2009年
  - 2月6日 いちゃりばちょーDay!! 知念里奈オフィシャルブログ - ミスサイゴンについて
  - 2月28日 GyaOジョッキー 告っちゃ! - 参考

### ラジオ番組
- 2003年
  - 7月2日 BAY COMFORT（bayfm）
  - 7月4日 club beat freak（TFM）
  - 7月9日 吉田照美のやる気MANMAN!（文化放送）、The Nutty Radio Show 鬼玉（NACK5）
  - 10月4日 〜サタデーホットリクエスト（NHK-FM） - レギュラー。
- 2004年
  - 4月22日 Ai キキミミアワー（TFM）
  - 5月5日 RADICAL LEAGUE（FM-FUJI）
  - 5月11日 The Nutty Radio Show 鬼玉
  - 5月12日 レコメン!（文化放送）
  - 5月18日 RADIO-X（NACK5）
- 2005年
  - 12月24日 サタデーホットリクエスト - HOTライブで「One wish」披露。
  - 12月27日 nemu RING RING（J-WAVE） - 三浦大知からの紹介。
- 2006年
  - 5月27日 サタデーホットリクエストIN神戸っ！（NHK神戸放送局）
- 2008年
  - 6月21日 サタデーホットリクエスト京都スペシャル（大谷大学講堂棟）
  - 8月8日 ゴチャ・まぜっ! （MBSラジオ）
  - 8月22日 ラジカントロプス2.0（ラジオ日本） - WEBでも配信していた。
  - 9月9日 RADICAL LEAGUE
  - 11月1日 高橋克実と山瀬まみおしゃべりキャッチミー（ニッポン放送）
- 2009年
  - 毎週土曜日 サタデーホットリクエスト（NHK-FM）14:00〜18:50

### 雑誌
- 2001年
  - 〜2005年UP to boy No.131・143 - 表紙。
  - 9月3日 週刊ヤングマガジン No.40 - 表紙。
- 2002年
  - 〜2005年POTATO - 連載。
  - 11月1日 月刊ふぁみコレぴあ 12月 - 表紙。
- 2003年
  - 〜2005年Kindai - 連載。
  - 6月23日 JUNON
  - 6月24日 Street Jack
  - 6月30日 beatfreak
  - 7月1日 ラブベリー、月刊デビュー、プチバースデー
  - 7月9日 BOMB 8月号
  - 7月10日 WO（オリコン）、週刊少年チャンピオン 32号
  - 7月11日 PopBeat、ザ・プレイステーション2 Vol.342
  - 7月19日 L.S、CD HITS、ザッピィ
  - 7月23日 TVステーション
  - 7月24日 スカイパーフェクトTVガイド
- 2004年
  - 4月19日 ザッピィ 5月号
  - 4月20日 CDジャーナル 5月号
  - 4月21日 L/S
  - 4月28日 Tarzan 434号
  - 4月30日 エルティーン 5月号、beatfreak
  - 5月8日 BOMB 6月号
  - 5月12日 週刊少年マガジン
  - 5月14日 ザ・プレイステーション
  - 5月15日 BREaTH 6月号
  - 5月16日 スタイルワゴン 6月号
  - 5月20日 auサイト裏技Special
  - 5月23日 ゴー!ゴー!ギター 別冊
  - 5月27日 ゴー!ゴー!ギター
- 2005年
  - 2月21日 週刊現代 3/5号、週刊ポスト 3/4号
- 2008年
  - 7月18日 スポーツ報知
  - 7月19日 週刊プレイボーイ 8/4号 - 袋とじ
  - 7月25日 雑誌フライデー 8/8号
  - 8月5日 FLASH 8/19・26合併号
  - 8月9日 BOMB 9月号
  - 8月13日 KING 9月号
  - 8月22日 週刊現代 9/6号
  - 8月24日 B.L.T. 10月号
  - 8月26日 CARトップ 10月号 - 表紙、週刊実話 9/11号 - 表紙、ヤングチャンピオン 18号
  - 8月30日 ENTAME 10月号 - ポスター付き。
  - 9月1日 週刊大衆 9/15号 - 表紙。
  - 9月6日 カスタムスクーター 10月号 - 表紙。
  - 9月9日 週刊アスキー 9/23号、BOMB 10月号
  - 9月18日 サイゾー 10月号 - 参考
  - 9月29日 PCfan 10/15号 - 表紙
  - 10月21日 週刊SPA! 10/28号 - 表紙。
  - 11月22日 Samurai ELO 1月号
  - 11月24日 B.L.T. 1月号
  - 11月29日 ENTAME 1月号
  - 12月9日 BOMB 1月号
  - 12月12日 雑誌フライデー 12/26号、妄撮★Gold
- 2009年
  - 1月13日 週刊プレイボーイ 1/26特大号
  - 1月19日 週刊ヤングマガジン No.8
  - 2月6日 モトチャンプ 3月号 - 表紙。
  - 2月27日 雑誌フライデー 3/13号
  - 3月9日 BOMB 4月号

### ライブ・イベント
- 2001年
  - 8月26日 写真集「AKINA」リリースイベント（福家書店銀座店）
- 2002年
  - 7月31日 GIRL POP FACTORY02（Zepp Tokyo）
  - 8月25日 写真集「AKINA STYLE」リリースイベント（福家書店銀座店）
  - 10月14日 オアシス21完成記念Music Fest2002（NHK名古屋） - 1曲披露。
- 2003年
  - 8月9日 EZ「着うた」LIVESTATION（新宿ステーションスクエア） - 台風で中止。
  - 8月31日 〃（名古屋星が丘テラス） - 2曲披露。
  - 10月14日 GIRL POP FACTORY03（お台場冒険王冒険ランド内冒険野外ステージ）
- 2004年
  - 5月16日 シングル「BEST OF LOVE」リリースイベント（東京ドームシティラクーア）、（東京ヤマギワソフト U-SHOP1） - 台風で中止
  - 5月21日 VISION Festa Vol.1（六本木morph-tokyo） - 3曲披露。
  - 5月23日 シングル「BEST OF LOVE」リリースイベント（大阪千里中央セルシー広場、広島フタバ図書TERA）
  - 5月30日 〃（名古屋ナディアパーク ）
  - 8月1日 VISION Festa Vol.2（原宿アストロホール） - 5曲披露。
  - 8月9日 GIRL POP FACTORY04（お台場冒険王冒険ランド内冒険野外ステージ）
  - 9月17日 Nan Desu Kan（アニメコンベンション、コロラド州デンバー） - 8曲披露。
  - 9月18日 〃 - サイン会、Q&A。
- 2005年
  - 3月6日 写真集「AKINA TRIP」リリースイベント（福家書店銀座店）
  - 5月20日 SUPER EUROGROOVE PARTY（六本木ヴェルファーレ） - 3曲披露。
- 2006年
  - 7月16日 VISION Fes.2（品川プリンスホテルステラボール） - 2回公演、MC担当。
- 2007年
  - なし
- 2008年
  - 9月14日 写真集「reBirth」リリースイベント（福家書店銀座店） - 客として平愛梨が来ていた。
  - 10月12日 DVD「Trip Hop」リリースイベント（ソフマップアミューズメント館）
  - 12月27日 トレーディングカード「AKINA」リリースイベント（福家書店銀座店）